# Matlalapa, San Luis Potosí
Matlalapa är en ort i Mexiko.   Den ligger i kommunen Axtla de Terrazas och delstaten San Luis Potosí, i den centrala delen av landet, 220 km norr om huvudstaden Mexico City. Matlalapa ligger 127 meter över havet och antalet invånare är 220.
Terrängen runt Matlalapa är varierad. Runt Matlalapa är det tätbefolkat, med 427 invånare per kvadratkilometer. Närmaste större samhälle är Tampacan, 17,4 km öster om Matlalapa. I omgivningarna runt Matlalapa växer huvudsakligen savannskog.